# Euphorbia moratii
Euphorbia moratii es una especie fanerógama perteneciente a la familia de las euforbiáceas. Es endémica de Madagascar en la Provincia de Mahajanga.

## Hábitat
Su natural hábitat son los bosques secos tropicales o subtropicales de tierras bajas de pastizales y zonas rocosas. Está amenazado por la pérdida de hábitat.

## Descripción
Es un arbusto con los tallos suculentos que se encuentra en las laderas rocosas de los inselbergs.

## Taxonomía
Euphorbia moratii fue descrita por Werner Rauh y publicado en Kakteen 21: 153, f. 1–4. 1970.
Etimología
Euphorbia: nombre genérico que deriva del médico griego del rey Juba II de Mauritania (52 a 50 a. C. - 23), Euphorbus, en su honor – o en alusión a su gran vientre –  ya que usaba médicamente Euphorbia resinifera. En 1753 Carlos Linneo asignó el nombre a todo el género.
moratii: epíteto otorgado en honor del botánico francés Philippe Morat (1937- ), director del laboratorio de fanerogamia del Museo Nacional de Historia Natural de Francia en París y especialista en la flora de Madagascar, quien descubrió la especie.
Variedades
- Euphorbia moratii var. antsingiensis Cremers 1984
- Euphorbia moratii var. bemarahensis Cremers 1984
- Euphorbia moratii var. moratii
- Euphorbia moratii var. multiflora Rauh 1991[6]